# Alexandre Musso
Pour les articles homonymes, voir Musso.
Alexandre Musso est un homme politique français né le 12 juillet 1884 à Bastia (Corse) et mort le 3 septembre 1968 à Orthez (Pyrénées-Atlantiques)
Ancien consul de la principauté de Monaco, conseiller du commerce extérieur, il est sénateur de la Corse de 1937 à 1939, inscrit au groupe de la Gauche démocratique.

## Sources
- Jean Jolly (dir.), Dictionnaire des parlementaires français, Presses universitaires de France